# Feliks Rak
Feliks Rak (ur. 26 maja 1903 we wsi Borowiec, zm. 17 lipca 1992) – polski poeta, rolnik i działacz ruchu ludowego.

## Życiorys
Był z zawodu rolnikiem, samoukiem. Od początku lat 20. uczestniczył w ruchu ludowym w gminie Krasocin, a w 1921 roku wstąpił do Polskiego Stronnictwa Ludowego "Wyzwolenie". Debiutował jako poeta na łamach prasy ludowej w 1934 roku. W 1939 roku został wybrany wójtem gminy Krasocin. W ramach akcji AB został aresztowany przez Niemców i trafił do więzienia w Kielcach, gdzie przebywał kilka tygodni, a później został wysłany do obozu koncentracyjnego KL Sachsenhausen, a potem Dachau (numer 18425) - ogólnie w obozach przebywał w latach 1940-1945. W 1989 roku otrzymał nagrodę II stopnia Ministra Kultury i Sztuki za twórczość z zakresu poezji ludowej.
W listopadzie 2019 roku został patronem Gminnej Biblioteki Publicznej w Krasocinie, gdzie corocznie odbywa się konkurs poetycki jego imienia.

## Twórczość wybrana
- Krematoria i róże. Wspomnienia więźnia obozów w Sachsenhausen i Dachau
- Śpiewam mojej wsi (poezje)
- Idę do was po słowa otuchy (poezje)